# Матвєєва Олена Йосипівна
Оле́на Йо́сипівна Матвє́єва (21 жовтня 1917 , Олексіївка, Дніпровський повіт, Таврійська губернія, Російська республіка  — невідомо ) — український радянський діяч. Депутат Верховної Ради УРСР 1-го скликання (1938–1947).

## Біографія
Народилася 21 жовтня 1917 року в родині селянина-бідняка в селі Олексіївка, тепер Голопристанський район, Херсонська область, Україна. З 1929 року працювала в місцевому колгоспі. У 1934 році закінчила семирічну школу.
У 1934–1937 роках — хронометражистка Херсонської дослідної станції бавовництва. З 1937 року — ланкова по елітному бавовнику в Олексіївському колгоспі імені Стаханова Голопристанського району Миколаївської області.
26 червня 1938 року обрана депутатом Верховної Ради УРСР 1-го скликання по Голопристанській виборчій окрузі № 136 Миколаївської області.
У березні 1939 — грудні 1940 року — на навчанні в Одеському сільськогосподарському технікумі імені Кагановича.
Член ВКП(б) з 1940 року.
У 1941 році — дільничний агроном Бехтерської машинно-тракторної станції (МТС) Голопристанського району Миколаївської області.
Під час німецько-радянської війни — в евакуації в Павлівському районі Краснодарського краю, Чорноярському районі Астраханської області, Фурмановському районі Західно-Казахстанської області Казахської РСР, місті Сальську Ростовської області, Цілинському районі Ростовської області.
З 27 березня 1944 року — у розпорядженні Миколаївського обласного комітету КП(б) України. З 10 квітня 1944 року — агроном Голопристанського районного земельного відділу, з 3 вересня 1944 року — в Українському військовому кінному заводі Щорського району Дніпропетровської області.
Станом на весну 1945 року — у декретній відпустці.

## Нагороди
- медаль ВСВГ